# Rainer Flieger
Rainer Flieger (* 25. Januar 1941 in Döbern; † 2018) war ein deutscher Gebrauchsgrafiker und Illustrator.

## Leben und Werk
Flieger besuchte von 1957 bis zum Abitur 1960 die Arbeiter-und-Bauern-Fakultät für bildende Kunst an der Hochschule für Bildende Künste Dresden. Danach studierte er bis 1966 an der Hochschule für bildende und angewandte Kunst Berlin-Weißensee. Bis 1967 hatte er dann dort eine Aspirantur. Danach arbeitete er in Berlin als freischaffender Gebrauchsgrafiker und Illustrator, bis zur Auflösung der Gruppe Ende der 1960er Jahre in einem erfolgreichen Grafikatelier zusammen mit Thomas Schallnau und Günter Wongel (* 1941). Gemeinsam entwarfen sie u. a. politische und Ausstellungsplakate. 1968 gehörten sie zu den Preisträgern des Wettbewerbs Bestes Plakat des Jahres.
Dann arbeitete Flieger allein. Er illustrierte insbesondere eine große Zahl von Büchern vor allem für den Postreiter-Verlag, den Kinderbuchverlag, den Verlag Junge Welt, Volk und Wissen und Verlag für Lehrmittel. Für den Verlag Bild und Heimat, Reichenbach, entwarf er Bilder für Postkarten. 1986 entwarf er die Bilder für große Emaille-Tafeln an den Wänden des Berliner U-Bahnhofs Klosterstraße zum Thema Entwicklung der Berliner Verkehrsmittel.
Flieger war bis 1990 Mitglied des Verbands Bildender Künstler der DDR.

## Teilnahme an zentralen und wichtigen regionalen Ausstellungen in der DDR
- 1972 bis 1988: Dresden, VII. bis X. Kunstausstellung der DDR
- 1976, 1979, 1982 und 1986: Berlin, Bezirkskunstausstellungen
- 1985: Berlin, Nationalgalerie („Auf gemeinsamen Wegen“)